# Ciática
Ciática é uma condição médica caracterizada por dor que percorre a perna a partir da parte inferior das costas. A dor pode descer pela parte de trás, pelo lado ou pela parte da frente da perna. Na maior parte dos casos, a dor é de início súbito e ocorre na sequência de esforços, como levantar objetos pesados. No entanto, em alguns casos é de início gradual. Geralmente os sintomas só se manifestam de um dos lados do corpo, embora algumas causas possam dar origem a dor de ambos os lados. Por vezes está também presente dor na parte de baixo das costas, embora nem sempre. Em várias partes da perna e pé afetados pode ocorrer fraqueza ou formigueiro.
Em cerca de 90% dos casos a causa da ciática é uma hérnia discal que exerce pressão sobre uma raiz dos nervos lombar ou sacrais. Entre outras possíveis causas estão a espondilolistese, estenose espinhal, síndrome do piriforme, tumores pélvicos e compressão pela cabeça do bebé durante a gravidez. O diagnóstico é feito com um exame ao sinal de Lasègue. O exame é positivo se, estando a pessoa deitada de costas, ao levantar a perna sente dor debaixo do joelho. Na maior parte dos casos não são necessários exames imagiológicos. No entanto, podem ser necessários quando existe comprometimento da função do intestino ou da bexiga, quando existe fraqueza ou perda de sensibilidade significativa, quando os sintomas persistem por muito tempo, ou quando existe suspeita de tumor ou infeção. Entre as condições com sintomas semelhantes estão várias doenças da anca e a fase inicial da zona, antes de aparecerem as manchas na pele.
O tratamento consiste na administração de analgésicos. Geralmente recomenda-se que a pessoa continue a realizar atvidades até ao máximo da sua capacidade. O tratamento inicial resolve 90% dos casos, cujos sintomas desaparecem em menos de seis semanas. A cirurgia pode ser uma opção nos casos em que a dor é intensa e dura mais de seis semanas. Embora a cirurgia geralmente acelere o alívio da dor, os benefícios a longo prazo não são ainda claros. No entanto, a cirurgia pode ser necessária nos casos em que há comprometimento da função do intestino ou bexiga. Não existem evidências robustas que apoiem a eficácia de outros tratamentos, entre os quais corticosteroides, gabapentina, acupunctura, calor ou gelo ou manipulação vertebral.
Dependendo da definição usada, entre 2 e 40% de todas as pessoas apresentam um episódio de ciática pelo menos uma vez na vida. A condição é mais comum entre os 40 e 60 anos de idade e afeta homens com mais frequência do que mulheres. A condição é conhecida desde a Antiguidade. A primeira ocorrência conhecida do termo "ciática" data de 1451.

## Causas

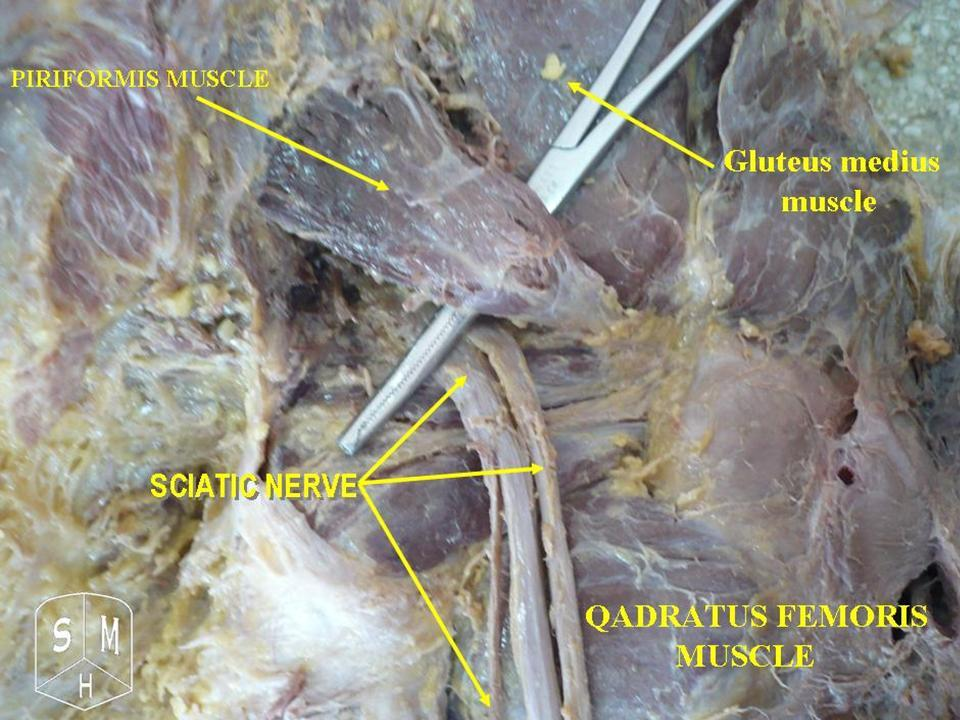
Foto do músculo piriforme, nervo ciático e glúteo médio.

A ciática é geralmente causada pela compressão de uma ou mais de suas raízes lombossacrais, mas pode ocorrer devido à compressão do próprio nervo ciático.
As causas mais prováveis são:
- Hérnia de disco vertebral;
- Estenose espinhal ou;
- Síndrome piriforme;

Hábitos e posturas não-saudáveis, como ficar um excessivo tempo sentado ou dormir em posição fetal, juntamente com alongamento e exercício físico insuficiente das áreas musculares e fásciais relevantes, podem ocasionar problemas vertebrais e no tecido laxo associados ao ciático.
Outras causas da ciática incluem infecções, tumores ou síndrome da cauda equina.

### Hérnia de disco
Quando o centro líquido de um dos últimos discos intervertebrais lombares ou dos primeiros sacrais incha e se desloca, ele pode rasgar o anel fibroso externo e derramar o interior laxo do canal da coluna vertebral comprimindo uma raiz nervosa contra a lâmina ou pedículo de uma vértebra, causando uma neuralgia. Este líquido do "núcleo pulposo" pode provocar inflamação e inchaço de tecidos adjacentes e provocar ainda mais compressão da raiz nervosa no espaço confinado no canal espinal circundante. O dermatoma dolorido indica a raiz afetada. A dor é similar a choques rápidos e intensos ao longo do nervo.

### Na gravidez
Ciática também pode ocorrer durante a fase tardia da gravidez, seja como resultado do útero pressionando o nervo ciático, seja secundariamente em decorrência da tensão muscular ou compressão vertebral associados ao peso extra e mudanças de postura.

## Epidemiologia
Entre 13% e 40% das pessoas tem ciatalgia ao longo da vida, mas apenas 1,6% tem casos mais graves. Geralmente analgésicos específicos, repouso e fisioterapia são suficiente para resolver o problema. A grande maioria dos casos são causados por herniações.

## Tratamento

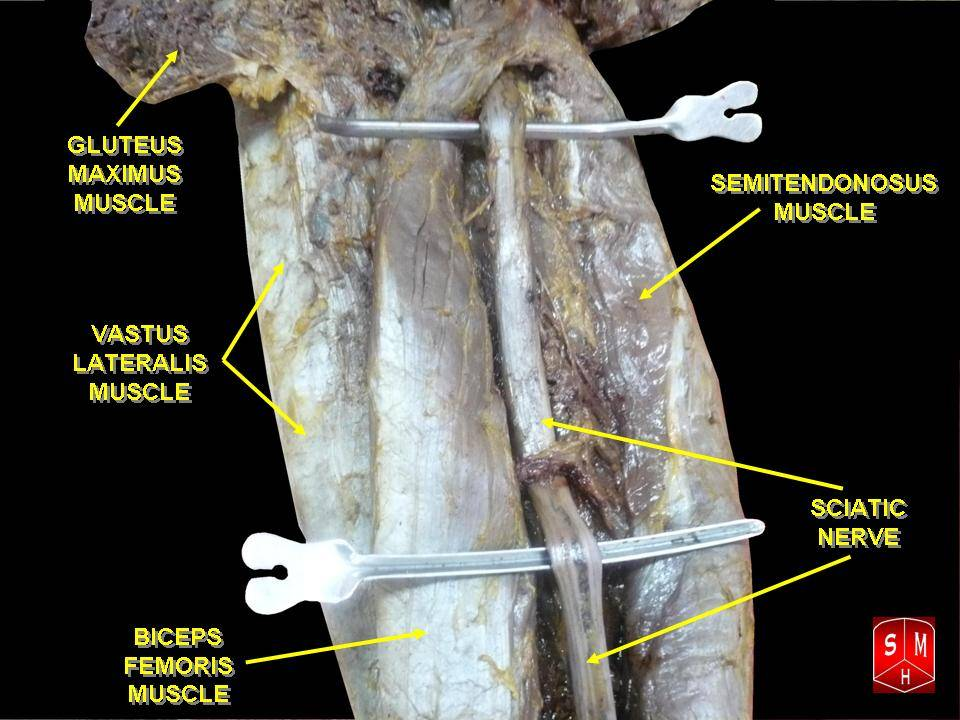
Nervo cervical na altura da coxa.

Uma vez que várias condições podem comprimir as raízes do nervo ciático e causar ciática, as opções de tratamento geralmente diferem. O tratamento da causa por trás da compressão é geralmente a prática mais eficiente. Quando a causa é devida ao disco intervertebral lombar prolapsado ou com hérnia, pesquisas têm mostrado que em 90% dos casos há recuperação mesmo sem tratamento. Fisioterapia, reeducação postural e repouso aceleram a recuperação.

### Medicamentos
Analgésicos anti-inflamatórios não-esteroides, opioides e relaxantes musculares tem pouca eficácia em reduzir a dor Quando a causa é síndrome piriforme injeções de toxina botulínica para imobilizar o local podem ajudar a reduzir a dor e funcionalidade.
Em uma revisão bibliográfica internacional, Corticosteroides e o anticonvulsivante gabapentina foram os analgésicos mais eficientes descritos, mas apenas a curto prazo. Injeção epidural e antidepressivos tiveram poucos resultados.

### Cirurgia
Quando a causa é hérnia, a remoção de parte do disco intervertebral geralmente resulta em melhora a curto prazo, mas não é mais eficiente que outros tratamentos mais convencionais a longo prazo. Para tumores e abscessos pode ser o melhor tratamento.

### Terapias alternativas
Terapias alternativas foram úteis a curto prazo, mas não tiveram resultado significativo em casos crônicos, e é importante lembrar que muitos casos resolvem independente de tratamento.
Algumas dicas de prevenção para a dor ciática incluem a prática de desporto, manter a postura apropriada, usar sapatos adequados, dormir em colchões confortáveis e evitar o sobrepeso. O calor pode ajudar a amenizar a dor ciática, portanto, banhos quentes ou aplicação de bolsas térmicas na região podem amenizar a dor.